# 錫姆斯 (北卡羅萊納州)
錫姆斯（英語：Sims）是一個位於美國北卡羅萊納州威爾遜縣的城鎮。

## 人口
根據2020年美國人口普查的數據，錫姆斯的面積為0.57平方千米，皆為陸地。當地共有人口275人，而人口密度為每平方千米482人。